# Bernhard Larsson
Bernhard Larsson, född 14 augusti 1879 i Stora Mellösa församling, död 1 augusti 1947 i Stockholm, var en svensk sportskytt.
Han blev olympisk guldmedaljör 1912.